# Friedhold
Friedhold ist ein althochdeutscher männlicher Vorname. Der Name setzt sich aus den althochdeutschen Elementen fridu = „Friede“ und hold = „hold“ zusammen.

## Bekannte Namensträger
- Friedhold Fleischhauer (1834–1896), deutscher Violonist und Konzertmeister
- Friedhold Schüller (1925–2016), deutscher Fußballspieler